# Jernmangel
 Denne artikel bør gennemlæses af en person med fagkendskab for at sikre den faglige korrekthed.

Jernmangel er den mest almindelige næringsstofmangel hos mennesker. Jernet indgår som det afgørende stof i blodets røde farvestof, hæmoglobin, og derved er det ansvarligt for, at ilten transporteres rundt i kroppen. Derfor er jern livsvigtigt. Jernmangel giver først og fremmest blodmangel (anæmi). Symptomerne ved jernmangel kan være træthed, bleghed, hjertebanken, hovedpine, svimmelhed og åndenød.
Jern tilhører sammen med vitaminerne gruppen mikronæringsstoffer. Jern findes især i kornprodukter samt kød og grønt. Jern fra kød – såkaldt hæm-jern – optages lettere i mavetarmkanalen. Man kan ikke få for meget jern gennem kosten alene, men store doser jern i form af kosttilskud kan være giftige.

## Blodprøver
Der findes flere almindeligt brugte blodprøver, som kan vise noget om kroppens reserver af jern:
Ferritin er ofte den første værdi, der falder, hvis en patient har begyndende jernmangel. Ferritin er et godt udtryk for kroppens samlede jernedepoter.
Jern i serum kan måles, men viser ofte ikke noget unormalt, før jernmanglen er meget udtalt.
Transferrin kan være forhøjet ved jernmangel, ofte først sent i forløbet.
Hæmoglobin angives i enten milimol hæmoglobin pr. liter eller gram hæmoglobin pr. deciliter (1 g/dL = 0.6206 mmol/L). I Danmark er den laveste tilladte værdi før bloddonation 8.4 mmol/L for mænd og 7.8 mmol/L for kvinder . Normalværdier afhænger af laboratoriet, men er i reglen 7-10 mmol/L for kvinder og 8-11 mmol/L for mænd. "Blodprocent" er et forældet mål for hæmoglobin.
Unormale resultater af disse prøver kan også skyldes adskillige andre tilstande, hvor kroppens omsætning af jern er forstyrret, og der ikke er tale om jernmangel.

## Forekomst af jernmangel
Jernmangel er udbredt i hele verden, men især i ulande, hvor 42% af de voksne kvinder og 30% af de voksne mænd anslås at lide af jernmangel. I ilande udgør tallene hhv. 10% og 4%.

## Afhjælpning af jernmangel
Øget optag af jern opnås gennem indtagelse af fødevarer med højere jernindhold; dog er det af stor betydning, hvad der samtidig indtages (fødevarer, der hhv. stimulerer eller hæmmer jernoptaget). Jern er også bundet på forskellige måder i fødevarer, og især jern fra kødprodukter (såkaldt hæmjern) optages let.
C-vitamin stimulerer optaget af jern, der samtidig indtages. Vitamin C findes i frugt og grøntsager.
Calcium, kaffe, kakao og sort te hæmmer optaget af jern, der samtidig indtages. Calcium findes i mælkeprodukter.
For at øge optaget af jern, er det altså en fordel at undgå de ovennævnte jernoptagshæmmende fødevarer i måltider med jernindhold. Men man skal naturligvis ikke ophøre med at spise mælkeprodukter, da calcium også er et vigtigt næringsstof.

## Planter
Hos planter giver jernmangel sig til kende ved en meget karakteristisk marmorering, hvor bladribberne er mørkegrønne, mens bladkødet er gulgrønt eller rent gult. 
Planters jernmangel opstår for det første, når der er et meget ringe indhold af jern i jorden, men det opstår for det andet også, når jorden bliver basisk, sådan at jernet bliver uopløseligt. Det sidste er den mest almindeligste årsag til jernmangel hos planter, og det er samtidig en markant indikator for, at jorden er blevet for lidt sur til surbundsplanter.
Jernmangel hos planter kan afhjælpes på to måder, som ikke udelukker hinanden:
1. man kan sørge for, at jorden bliver mere sur (brug svovlsur ammoniak som gødning, eller bland frist sphagnum i jorden)
2. man kan udvande en 1 promille opløsning af jernvitriol på jorden

## Eksterne referencer
1. 1 2  Se afsnit 5.1 i denne WHO publikation Iron deficiency anaemia: assessment, prevention and control
2. ↑  sundhed.dk
3. ↑  Laborlexikon
4. ↑  "SI Units for Clinical Data". Arkiveret fra originalen 28. oktober 2013. Hentet 10. marts 2008.
5. 1 2  Bloddonorerne i Danmark – Jern i kosten